# Gyangzê
Gyangzê (również Gyantse, Gyangtse; tyb.: རྒྱལ་རྩེ་, Wylie: rgyal rtse, ZWPY: Gyangzê; chiń.: 江孜镇; pinyin: Jiāngzī Zhèn) – miejscowość i gmina miejska w południowych Chinach, w Tybetańskim Regionie Autonomicznym, w prefekturze miejskiej Xigazê, siedziba powiatu Gyangzê. Leży na wysokości ok. 4000 metrów n.p.m., w pobliżu drogi łączącej Katmandu i Lhasę. W 2000 roku gmina miejska liczyła 10 278 mieszkańców. Ośrodek produkcji dywanów.